# میدان کاتدرال

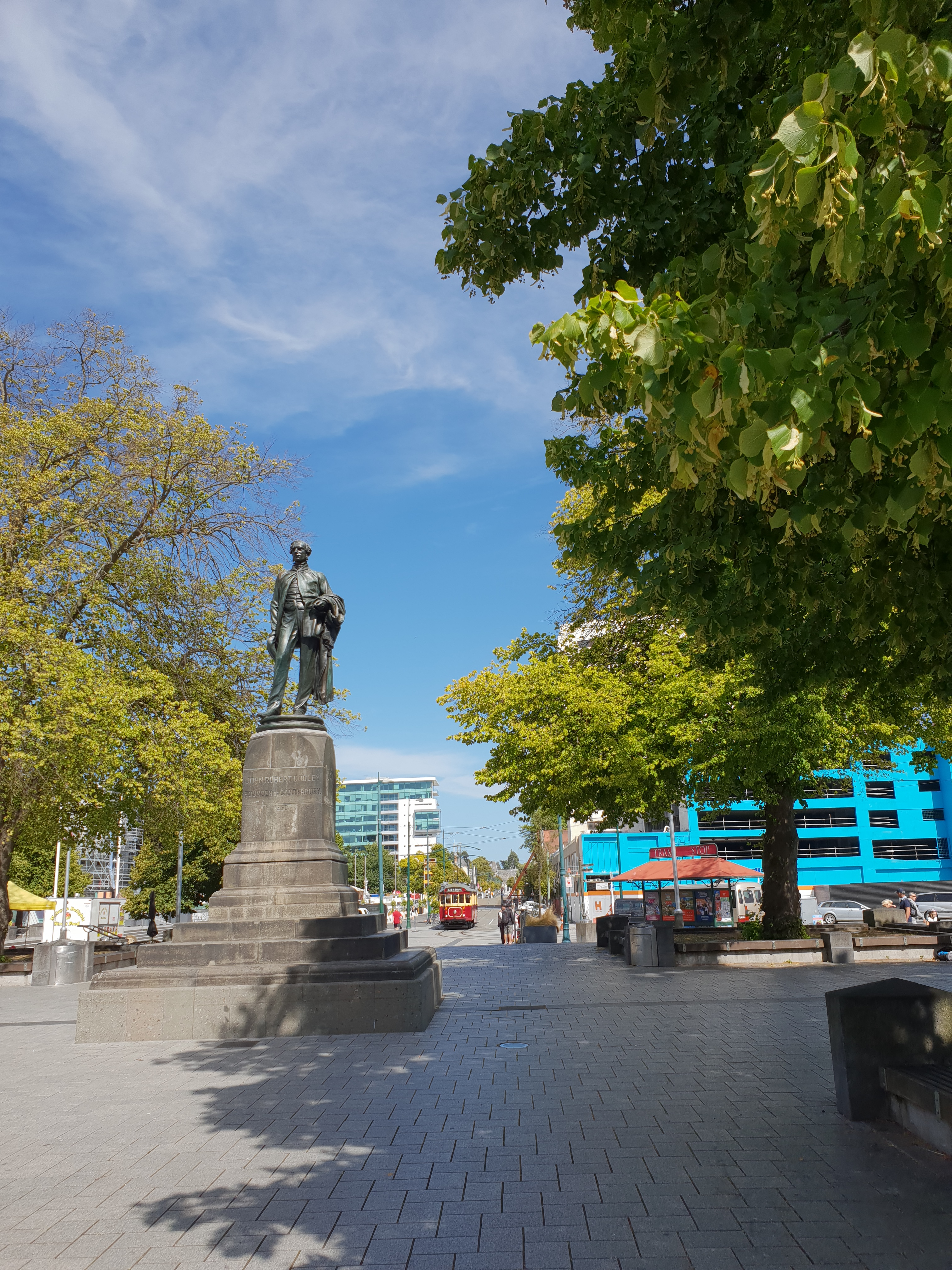
نمایی از میدان کاتدرال در شهر کرایست چرچ - ۲۰۱۹

میدان کاتدرال میدان اصلی شهر کرایست چرچ است که کلیسای جامع کرایست چرچ در این میدان قرار دارد.